# Demokrasi ve Atılım Partisi
Die Demokrasi ve Atılım Partisi (Kurzbezeichnung DEVA, deutsch Heilmittel; türkisch für „Partei für Demokratie und Fortschritt“) ist eine am 9. März 2020 gegründete Partei in der Türkei.

## Geschichte
Gründer der Partei ist Ali Babacan, der von 2002 bis 2015 stets einen Regierungsposten in den damaligen AKP-Regierungen innehatte, hierbei war er unter anderem als stellvertretender Ministerpräsident, Wirtschaftsminister und Außenminister der Türkei tätig. Im Juni 2019 gab Babacan seinen Austritt aus der Partei bekannt mit der Begründung, die Partei habe sich zu sehr von ihren ursprünglichen Werten abgewandt. Zuvor waren schon länger Gerüchte im Umlauf, dass Babacan eine eigene Partei als Alternative zur AKP gründen wolle. Nach der Verkündung des Parteinamens am 9. März 2020 wurden Parteilogo und -programm zwei Tage später der Öffentlichkeit präsentiert.

## Gründung

### Gründungsmitglieder (Auswahl)
- Ali Babacan, ehemaliger AKP-Minister
- Sadullah Ergin, ehemaliger AKP-Minister
- Nihat Ergün, ehemaliger AKP-Minister
- Mustafa Yeneroğlu, Anwalt und ehemaliger AKP-Abgeordneter[1]
- İdris Şahin, ehemaliger AKP-Abgeordneter
- Mehmet Emin Ekmen, ehemaliger AKP-Abgeordneter
- Ahmet Edip Uğur, ehemaliger AKP-Abgeordneter[2]
- Ramiz Ongun, ehemaliger MHP-Abgeordneter
- Gülay Göktürk, Autorin
- Abdurrahman Bilgiç, ehemaliger Diplomat
- Metin Gürcan, Militärstratege
- Mehmet Şanver, Ex-General
- İbrahim Hakkı Çanakçı, ehemaliger Unterstaatssekretär des Finanzministeriums
- Birol Aydemir, ehemaliger Leiter des türkischen Statistikamtes TÜIK
- insgesamt 90 Mitglieder[5][10][11]

### Motivation
„Wir haben alle gebrochene Herzen. Kinder unseres Landes starben bei Luftschlägen [33 türkische Soldaten wurden bei syrischen Luftschlägen Ende Februar in der Provinz Idlib getötet]. Wir sind traurig darüber, dass unser Land in allen Bereichen ständig an Boden verliert. Die Verletzung der Menschenrechte und die Einschränkungen unserer Freiheit verursachen Leiden in der Bevölkerung … Politik bedeutet für uns Freiheit für alle, besonders für Frauen und eine gute Ausbildung für unsere Kinder. Politik soll soziale Gerechtigkeit schaffen und eine pluralistische Demokratie aufbauen, die auf Gewaltenteilung und Rechtsüberlegenheit beruht“

## Politische Ziele

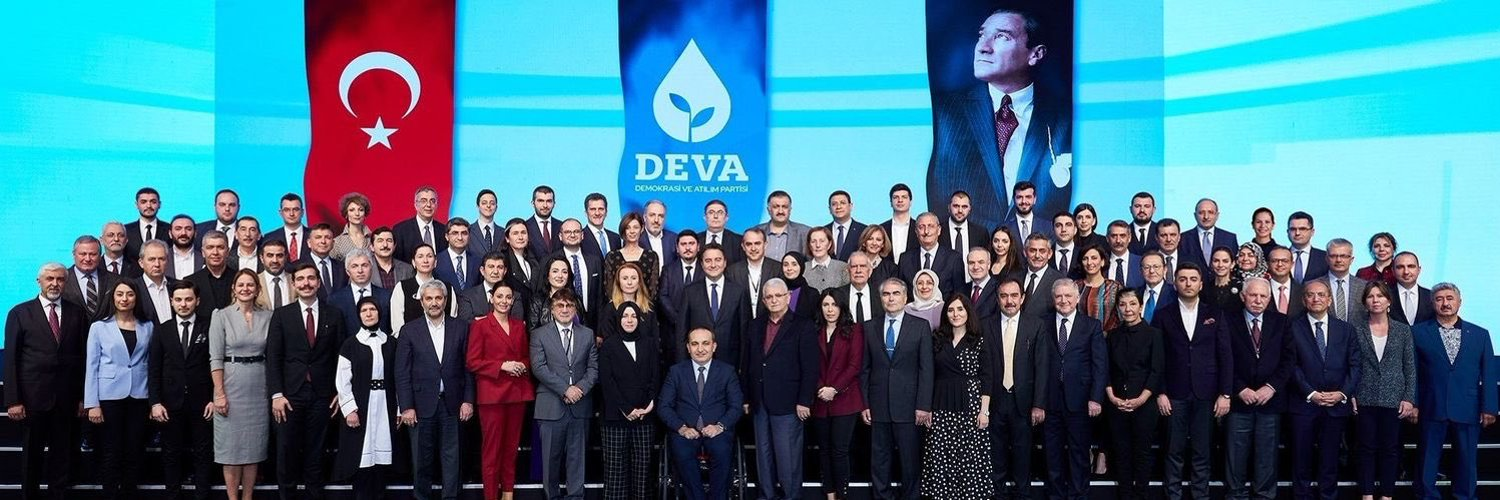
Gründungsvorstand der DEVA Partei (2020)

- Gründungsvorstand der DEVA Partei (2020)Wiederherstellung der Pressefreiheit (Medienfreiheit)[3]
- Soziale Gerechtigkeit und Aufbau einer liberalen bzw. pluralistischen Demokratie[5][12]
  - Wiederbelebung der Rechtsstaatlichkeit (Gewaltenteilung)[2][3]
  - Rückkehr zum parlamentarischen Regierungssystem[1][13]
  - Abbau gewisser sozioökonomischen Unterentwicklungen (Kurdenfrage)[13]
- Konzentrierung der Außenpolitik auf den Pro-Europäismus bzw. europäisch-atlantischen Raum[4][13]
- Mechanismen politischer Beratungen[13]

## Rezeption
„… präsentiert sich als Alternative für die Post-Erdogan-Ära. Er ist jung, kam mit 35 Jahren in die AKP-Regierung, bekleidete einige Ämter, und hat aus der Zeit den Ruf eines erfolgreichen Wirtschaftsmanagers bewahrt. Er wirbt damit, dass die Türkei ein großes Potenzial hat, das wirtschaftlich brach liegt, weil die Regierung an einer Person hängt, der Rechtsstaat ausgehöhlt wird und Institutionen willkürlich handeln. Er sagt, er wolle ein weniger dirigistisches, modernes Wachstumsmodell und inszeniert sich als Mann der Mitte, der für eine liberale Demokratie steht und offen ist für Allianzen …“